# Wölzing-Fischering
Wölzing-Fischering je naselje v Občini Šentandraž v Labotski dolini v Okraju Volšperk na Koroškem v Avstriji.